# チカソー

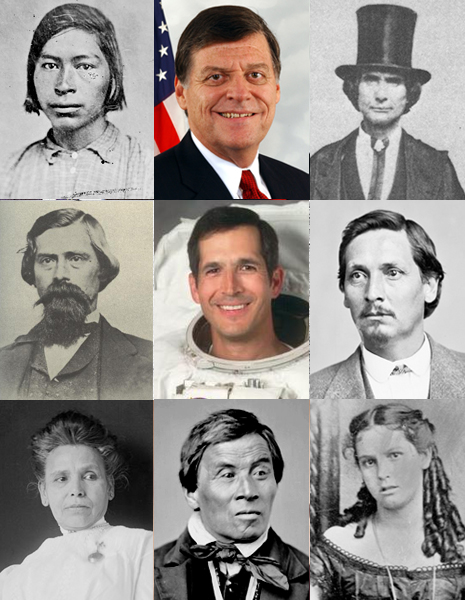
チカソー

チカソー (英: Chickasaw) は、アメリカ合衆国のインディアンの人々である。
彼らの口伝の歴史によれば、部族はもともとミシシッピ川の西側に住んでいたが、ヨーロッパ人との最初の接触より前には東へ移動し、ミシシッピ川の東側に居住した。チカソーは最初のヨーロッパ人との接触から、現在彼らの多くが住んでいるオクラホマ州に強制移住させられるまで、ミシシッピ州北東部に住んでいたことをすべての歴史上の記録が指し示している。彼らはチカソー語と非常によく似たチョクトー語を話すチョクトー部族と関連しており、両者ともマスコギ語族の西部グループを形成している。「チカソー」は英語の綴りではChikasha(IPA: [tʃikaʃːa])で、「反乱」または「チクサ(Chicsa)から来た」を意味する。チカソーは、「Impsaktea」と「Intcutwalipa」の二つの集団に分けられる。チカソーは、インディアン移住の時代の間のインディアン準州に強制移住させられた「文明化五部族」のひとつである。チカソー・ネーションは、アメリカ合衆国で13番目に大きい連邦承認部族である。

## 歴史
チカソーの起源は不確かである。ヨーロッパ人が最初に彼等に遭遇した時、チカソーは現在のミシシッピ州やサウスカロライナ州に住んでいた。恐らく前史時代のミシシッピ文化の末裔のインディアンではないかとされている。彼らの口承の歴史はこれを支持し、彼らが前史時代にミシシッピの西からチョクトー部族とともに移住したことを示している。
最初のヨーロッパ人とチカソーとの接触は1540年のときで、スペインの探検家エルナンド・デ・ソトがチカソーと遭遇し、現在のミシシッピ州トゥペロ近郊の彼らのコミュニティーのひとつに泊まった。その後さまざまな食い違いがあり、チカソーはデ・ソトの遠征隊を夜間に襲撃し、遠征隊をほぼ壊滅させてスペイン人を立ち退かせた。
1670年にカロライナ植民地が創設された後、チカソーはイギリスと交易を開始した。イギリスから供給された銃で、チカソーは彼らの敵であるチョクトーを襲い、チョクトーを捕まえて奴隷として売った。この習慣は、チョクトーがフランスから銃を入手した時に一度止んだ。18世紀のチカソーは、七年戦争の後にフランスが地域の領有の主張を諦めるまで、1736年5月26日のアキアの戦いのようにフランスやチョクトーと度々交戦した。
部族の大部分は1830年代にインディアン準州（現在のオクラホマ州アダを本部にした）に移住させられた。サウスカロライナ州にいたチカソーの残党は、チャロクロワ・チカソーとして知られ、連邦承認部族政府を持ち、2005年の夏には州から公式な承認を獲得し、部族の本部をサウスカロライナ州インディアンタウンに持つ。
南北戦争の間、チカソー・ネーションは南部と同盟し、合衆国で降参した最後の連合国のコミュニティであった。
チカソー・ネーション政府（1855年から1907年）はオクラホマ州ティショミンゴにあった。3番目の政府庁舎は、チカソー・ネーションに再返還を要求される最近までジョンストン郡の郡庁舎として使用されていた。現在の建築物はビクトリア朝ゴシックのスタイルで赤い花崗岩で建設されて、ティショミンゴに位置している。政府の業務の大部分は本部のアダで管理されている。

## 文化
パショファ(Pashofa)は、豚肉と一緒にゆでた挽き割り白トウモロコシで、今も食されるメインディッシュである。ブタはアメリカ大陸にあった種ではないが、デ・ソト探検隊から逃れて野生化した。
オビオン(Obion)はチカソー・インディアンの名前で、「多くの分岐のある川」を意味する。
接尾語の「-mingo」(チカソー語:minko')は族長を特定するのに使用される。例えば「ティショミンゴ」は有名なチカソーの酋長の名前である。ミシシッピ州ティショミンゴの町、ミシシッピ州ティショミンゴ郡は、オクラホマ州テイショミンゴの町と同様に、彼にちなんで名付けられた。サウスカロライナのブラック・ミンゴ・クリークは、狩猟の保護地域としてその周りの土地を支配していた植民地のチカソーの酋長にちなんで名付けられた。時々「minko」と綴られるが、これは一般的に、より古い文学作品の引用に現れる。

## 有名人
- ホームズ・コルベール、チカソー族のリーダー。
- ジョン・B・ヘリントン、チカソー族の血を引く宇宙飛行士。
- トム・コール、チカソー族の血を引く、オクラホマ州出身の共和党議員の政治家。